# Lara Davenport
Lara Shiree Davenport (Sídney, 22 de diciembre de 1983) es una nadadora retirada especialista en estilo libre. Fue olímpica en los Juegos Olímpicos de Pekín 2008 donde consiguió una medalla de oro en la prueba de 4x200 metros libres tras nadar las series eliminatorias. Durante el Campeonato Mundial de Natación en Piscina Corta de 2006, se proclamó campeona mundial en la misma prueba, tras nadar también las series eliminatorias.

## Palmarés internacional
| Juegos Olímpicos                                | Juegos Olímpicos  | Juegos Olímpicos | Juegos Olímpicos |
| Año                                             | Lugar             | Medalla          | Prueba           |
| ----------------------------------------------- | ----------------- | ---------------- | ---------------- |
| 2008                                            | Pekín (China)     | Medalla de oro   | 4x200 m libres   |
| Campeonato Mundial de Natación                  |                   |                  |                  |
| 2005                                            | Montreal (Canadá) | Medalla de plata | 4x200 m libres   |
| Campeonato Mundial de Natación en Piscina Corta |                   |                  |                  |
| 2006                                            | Shanghái (China)  | Medalla de oro   | 4x200 m libres   |
| 2006                                            | Shanghái (China)  | Medalla de plata | 4x100 m libres   |